# 木村俊光
木村 俊光（きむら としみつ、1944年（昭和19年）6月28日 - ）は、日本の声楽家（バリトン）、オペラ歌手、音楽教育者。

## 経歴
北海道札幌市生まれ。
1967年（昭和42年）桐朋学園大学卒業。声楽を伊藤武雄に、指揮法を齋藤秀雄に師事。
1968年（昭和43年）に渡欧。ウィーン国立音楽大学に入学。在学中に国際コンクールで連続優勝（後述の受賞歴の項を参照）。1970年（昭和45年）ウィーン国立音楽大学を首席で卒業。
1970年（昭和45年）からライン・ドイツ・オペラ（西ドイツ・デュッセルドルフ/デュースブルク）と契約し、16年にわたり専属歌手として、プッチーニ『ラ・ボエーム』マルチェロ役などで活躍。1985年（昭和60年）同歌劇場より東洋人として初めての終身雇用の権利を得た。
1986年（昭和61年）帰国。国内外で数多くのオペラやコンサートに出演。新国立劇場では、開場記念公演1997年（平成9年）團伊玖磨『建・TAKERU』、1998年（平成10年）モーツァルト『魔笛』、2009年（平成21年）清水脩『修禅寺物語』に出演。ほかにも2013年（平成25年）日生劇場開場50周年記念公演 ベートーヴェン『フィデリオ』などに出演している。
コンサートでも、フォーレ『レクイエム』、ブラームス『ドイツ・レクイエム』、ベートーヴェン『第九』、バッハ『ミサ曲ロ短調』などで、NHK交響楽団、東京交響楽団、東京都交響楽団、新日本フィルハーモニー交響楽団、東京シティ・フィルハーモニック管弦楽団、大阪フィルハーモニー交響楽団、札幌交響楽団などの主要オーケストラや、ジャン・フルネ、石丸寛、小澤征爾、朝比奈隆、飯守泰次郎、山田一雄などと共演している。
後進の育成にも力を入れ、門下生には与那城敬、篠﨑靖男、草刈信明、三代目海沼実、吉川真澄、佐藤望、菅原洋平、若桑愛、渡邉美智子、今野沙知恵、今井学、福田るり子、大音絵莉、河原真実、松居美樹、熊谷晃、桑生美千佳、井口真由子、小川瑞枝、澤武紀行、千葉裕一、吉田稔、山川一江、呉村成美、南部由貴、櫻井淳、内海響子、横山浩平、高柳ユミ、石川雅咲子、山下眞生、大森佳奈子、桑生美千佳、長谷川優子、池浦七菜子、高山圭子、大久保豊典、鈴木健一、友清崇、石原麻由、香月健、池山由香、内海響子などがいる。
公益財団法人新国立劇場オペラ研修所元所長、公益社団法人日本演奏連盟理事、桐朋学園大学元教授、現在は名誉教授・声楽科元主任、公益財団法人東京二期会元評議員。

## 受賞歴
- 1967年（昭和42年）日本音楽コンクール声楽部門第1位、安宅賞 。海外派遣審査に合格[4]
- 1969年（昭和44年）ヴェルヴィエ国際声楽コンクール（ベルギー）優勝[2]
- 1969年（昭和44年）フランシスコ・ヴィニャス国際音楽コンクール（スペイン）優勝[2]
- 1970年（昭和45年）モントリオール国際コンクール第5位[3]
- 1971年（昭和46年）ミュンヘン国際音楽コンクール第2位（第1位なし）[3]
- 1973年度（昭和48年度）第1回ウィンナーワルド・オペラ賞[53]
- 1974年（昭和49年）芸術選奨文部大臣新人賞[2]
- 1996年（平成8年）日本芸術院賞[2]
- 2010年（平成12年）紫綬褒章[2][54]
- 2016年（平成28年）旭日小綬章[55]

## 主なディスコグラフィー
オムニバスCDの一部は、木村俊光歌唱の曲のみをMP3ダウンロードで入手できるものもある。
- LP 木村俊光/日本のうた ポリドール[56]
- CD5枚組 ベートーヴェン：交響曲全集（新ベーレンライター版）ライブ 東京シティ・フィルハーモニック管弦楽団 飯守泰次郎指揮 2009/10/21 フォンテック
- SACDシングルレイヤー3枚組 朝比奈隆/VICTOR原盤ベートーヴェン交響曲全集＆ミサ曲集 大阪フィルハーモニー交響楽団 ビクターエンタテインメント[9]
- CD こどもさんびかベスト(1) オムニバス 2000/11/22 ビクターエンタテインメント
- CD8枚組 NHK名曲アルバム 世界の愛唱歌 オムニバス 2014/8/22 NHKサービスセンター
- CD なつのうた HiHiRecords Season Best オムニバス 2008/6/18 ビクターエンタテインメント
- CD ベートーヴェン:交響曲第9番 ライブ 東京都交響楽団 ジャン・フルネ指揮、ソプラノ：澤畑恵美、アルト：寺谷千枝子、テノール：小林一男、バリトン：木村俊光、二期会合唱団
- CD5枚組 ベートーヴェン:交響曲全集 山田一雄指揮、札幌交響楽団 2009/7/17 日本コロムビア
- CD2枚組 NHK名曲アルバム・ベスト2 －くつろぎの名曲ベスト30－ オムニバス 2001/5/30 ユニバーサル ミュージック クラシック
- CD ブラームス：ドイツ・レクイエム ソプラノ：澤畑恵美、バリトン：木村俊光、指揮：石丸寛・栗山文昭、栗友会 、東京交響楽団
- CD 日本の唱歌 オムニバス 2002/3/21 ビクターエンタテインメント
- CD にほんのうた 心のうた 日本の唱歌ベスト20 オムニバス 1988/3/2 ビクターエンタテインメント
- CD にほんのうた 心のうた 幼き日の歌ベスト30 オムニバス 1988/3/2 ビクターエンタテインメント
- CD 日本の唱歌ベスト20 オムニバス 1986/9/21 ビクターエンタテインメント
- CD みんなの童謡 －春の小川－ オムニバス 2008/1/25 NHKエンタープライズ
- CD 『北海道はオーケストラ』－幸せの鐘（浜口庫之助 作品集）オムニバス 2001/1/20 日本コロムビア
- CD 浜口庫之助 子どもの歌アルバム－うたうゆうえんち バラが咲いた オムニバス 1991/7/21 日本コロムビア
- CD2枚組 〈COLEZO!TWIN〉日本の唱歌・愛唱歌ベスト オムニバス 2005/12/16 ビクターエンタテインメント
- CD 〈COLEZO!〉きせつのうたベスト－はる・なつ・あき・ふゆ オムニバス 2005/3/24 ビクターエンタテインメント
- CD 〈COLEZO!〉日本の唱歌 ベスト オムニバス 2005/3/9 ビクターエンタテインメント
- CD NHK名曲アルバム 3.特選名曲集－モルダウ－ オムニバス 1999/8/1 ポリドール
- CD NHK名曲アルバム エッセンシャルシリーズ28 庭の千草 イギリス(3) オムニバス 2006/10/4 キングレコード
- CD2枚組 ダイヤモンド・ベスト 日本の叙情歌 ベスト オムニバス 2010/11/24 USMジャパン
- CD2枚組 ムーミン おやこでいっしょにたのしむおんがく－enjoy with kids－きせつのうた・ベスト オムニバス 2008/6/18 HiHi Records